# Amanipodagrion
Amanipodagrion é um género de libelinha da família Megapodagrionidae.
Este género contém as seguintes espécies:
- Amanipodagrion gilliesi